# Festival bunjevački’ pisama
Festival bunjevački’ pisama je glazbena priredba koja se održava svake godine u Subotici. Jedan je od najvažnijih, ako ne i najznačajnijih manifestacija bačkih Hrvata.

## Povijest
Festival postoji od 2000. godine. Prijedlog pokretanja festivala iznio je subotički liječnik dr Marko Sente 2000. godine. Te godine osnovan je i Inicijativni odbor Festivala u sastavu prof. Vojislav Temunović, Antuš Gabrić i Miroslav Kujundžić. Festivalski tamburaški orkestar osnovan je iste godine, a mijenjao se svake godine. 2001. godine inicijativni odbor preinačen je u Organizacijski odbor, a te godine je održan i I. Festival bunjevački pisama. Od 2006. godine festivalski orkestar ima standardnu postavu mladih tamburaša učenika glazbene škole u Subotici i polaznika škole tambure u udruzi. Na festivalu prati soliste pjevače na festivalu. Pod okriljem HKC Bunjevačko kolo festival je bio organiziran do 2009. godine. Od 2010. organizira ga Hrvatska glazbena udruga Festival bunjevački pisama. Isprve je mjesto održavanja bio Hrvatski kulturni centar Bunjevačko kolo u Subotici, zatim Sportska dvorana Srednje tehničke škole Ivan Sarić. Svaki je festival imao petnaestak sudionika iz Subotice, mjesta iz okolice i Sombora, kao i iz Republike Hrvatske. Snima se izvedene kompozicije tijekom festivalskog programa i zatim se izdaju na nosaču zvuka (CD). Festival bunjevački' pisama uvršten je u kalendar Kulturnih manifestacija u Vojvodini.

## Cilj
Cilj ovog festivala je očuvanje, promicanje i populariziranje glazbene kulture hrvatske etničke skupine Bunjevaca, posebice nove bunjevačke glazbe, pri čemu je važno što kvalitetnije interpretirati nove narodne pjesme napisane na bunjevačkoj ikavici.

Također, cilj je i potaknuti sve ljude, s naglaskom na mlade, neka sami pridonesu očuvanju i unapređenju kulturnog naslijeđa bunjevačkih Hrvata.

## Propozicije
Festival je volonterski, a pjesme se izvode premijerno. Glazba i tekst moraju odražavati i predstavljati bačke bunjevačke Hrvate, odnosno njihove običaje i života, pri čemu tekst mora biti pisan na matičnom bunjevačkom govoru, ikavici, a dopušteno je i pisanje na ijekavici.

## Osnivači
Osnivači su skupina zaljubljenika u lokalni tamburaški glazbeni izričaj:
| - prim. dr. Marko Sente - prof. Vojislav Temunović - prof. Mira Temunović - Tomislav Kujundžić - Branko Ivanković Radaković - Stanislava Stantić Prćić | - Nela Skenderović - Antonija Piuković - Ana Čavrgov - Ljiljana Dulić Mészáros - Siniša Jurić - placeholder |

## Rezultati dosadašnjih festivala
- I. Festival bunjevački’ pisama 2001.:
- II. Festival bunjevački’ pisama 2002.:
- III. Festival bunjevački’ pisama 2003.:
- IV. Festival bunjevački’ pisama 2004.:
- V. Festival bunjevački’ pisama 2005.:
- VI. Festival bunjevački’ pisama, 2006.:
- VII. Festival bunjevački’ pisama 2007.:
- VIII. Festival bunjevački’ pisama 2008.:
- IX. Festival bunjevački’ pisama 2009.:
- X. Festival bunjevački’ pisama 2010.:
- XI. Festival bunjevački' pisama 2011.:
- XII. Festival bunjevački’ pisama 2012.:
- XIII. Festival bunjevački’ pisama 2013. :
- XIV. Festival bunjevački’ pisama 2014.:
- XV. Festival bunjevački’ pisama 2015.:
- XVI. Festival bunjevački’ pisama 2016.:
- XVII. Festival bunjevački’ pisama 2017.:
- XVIII. Festival bunjevački’ pisama 2018.:
- XIX. Festival bunjevački’ pisama 2019.:
- XX. Festival bunjevački’ pisama 2020.:

## Ostalo
Treća i završna epizoda dokumentarnog filma Pisme, bande, ljudi Branka Ištvančića bavi se tamburaškom glazbom u Subotici i promjenama koje su nastupile od devedesetih godina, a posebno osnivanjem Festivala bunjevački pisama.